# Ion Dumitrescu (compozitor)
Ion Dumitrescu (n. 2 iunie 1913, Oteșani, România – d. 6 septembrie 1996, București, România) a fost un compozitor român de muzică cultă. Face parte din familia muzicală Dumitrescu.

## Biografie
Compozitor și profesor Ion Dumitrescu a început studiile muzicale la Seminarul din Râmnicu Vâlcea (1925 – 1933), cu Alecu Popescu (muzica vocală), Emil Ștefănescu (vioară), Ion Mardare (psaltichie), continuându-le la Conservatorul din București (1933 – 1940), cu Faust Nicolescu (teorie – solfegiu), Alfonso Castaldi (armonie – contrapunct), Mihail Jora , Dimitrie Cuclin (forme muzicale, estetica, compoziție), Constantin Brăiloiu (istoria muzicii, folclor), George Breazul (enciclopedia si pedagogia muzicii), Ionel Perlea (dirijat orchestra), Silvio Florescu (vioara, viola). S-a perfecționat cu Mihail Jora (compoziție, contrapunct, fuga). 
A scris eseuri; studii, articole, cronici în „Muzica”, Studii de Muzicologie, “Enesciana”, “Contemporanul”, “Scânteia”, “România Literară” “Revue Roumaine”, “Drum Nou” (Brașov) etc. 
A făcut parte din jurii naționale și internaționale de concursuri muzicale (București – 1958,1961, 1964, 1967, 1970, 1973, 1976, Paris – 1971, Versailles – 1972). 
A susținut prelegeri, conferințe, concerte – lecție, comunicări științifice, emisiuni de radio si televiziune. A cules, a notat și a prelucrat folclor.
A făcut parte din numeroase consilii artistice si științifice, comisii de învățământ artistic superior, comitete de îndrumare artistică, colegii redacționale.
A desfășurat o susținută și multilaterală activitate de organizare a Uniunii Compozitorilor și filialelor din țară a Editurii Muzicale și Tipografiei Muzicale din Bucuresti, a Magazinului Muzica din București a atelierului de Grafică Muzicală etc.

## Funcții
- Profesor de muzică la Liceul „Gheorghe Lazar”, „Sfântul Gheorghe” și „Matei Basarab” din București (1938 – 1940),
- Profesor de teorie – solfegiu la Academia de Muzică Religioasă din București (1939 – 1940);
- Dirijor și compozitor la Teatrul Național din București (1940 – 1947);
- Profesor de armonie la Liceul Militar Muzical din București (1940 – 1944),
- Profesor de teorie – solfegiu (1944-1948), armonie (1948 – 1979), decan la Facultatea de Compoziție (1951 – 1952)
- Profesor șef de catedra – armonie, contrapunct – forme – compoziție (1956 – 1979) la Conservatorul din București,
- Profesor de teorie – solfegiu si armonie la Conservatorul de Jazz din București (1946 – 1947)
- Secretar (1954 – 1956), prim secretar (1956 – 1963) si președinte (1963 – 1977) la Uniunea Compozitorilor si Muzicologilor din Romania.

## Premii și distincții

### Premii
- Premiul de Stat al Republicii Populare Române pentru lucrările de o deosebită valoare efectuate în anul 1949 în domeniul Muzicii, clasa II-a (8 martie 1951), „pentru Simfonia I-a”[3]

### Distincții
- titlul de Maestru Emerit al Artei din Republica Populară Romînă (26 august 1954) „pentru merite excepționale în domeniul dezvoltării artei”[4]
- Ordinul „Steaua Republicii Populare Romîne” clasa a IV-a (12 august 1959) „pentru activitate rodnică în dezvoltarea științei și culturii din Republica Populară Romînă”[5]
- Ordinul „Meritul Cultural” clasa I (26 septembrie 1966) „pentru merite deosebite în activitatea literară, artistică și de răspîndire a culturii naționale, cu prilejul Centenarului Academiei Republicii Socialiste România”[6]
- Ordinul „23 August” clasa I (4 mai 1971) „cu prilejul aniversării a 50 de ani de la constituirea Partidului Comunist Român, [...] pentru merite deosebite în opera de construire a socialismului”[7]
- Ordinul „Steaua Republicii Socialiste România” clasa I (19 iunie 1973) „pentru activitate îndelungată și merite deosebite în domeniul creației muzicale, [...] cu prilejul împlinirii vîrstei de 60 de ani”[8]

A fost distins cu Premiul de compoziție „Paul Ciuntu” (1940), Premiul de Stat (1949, 1954), a primit Premiul Academiei Române (1957), titlul de Profesor Universitar Emerit (1970), titlul de membru corespondent la “Institut de France” – “Academie de Beaux Arts” din Paris (1977) și al “Academiei Tiberină” din Roma (1981), Marele Premiu al Uniunii Compozitorilor și Muzicologilor din România.

## Creația muzicală
În domeniul compoziției, Ion Dumitrescu a avut o activitate impresionantă, abordând aproape toate genurile.

### Muzică de teatru
- „Hamlet”,
- „Noaptea Regilor”,
- „Regele Lear”- W. Shakespeare;
- „Vlaicu Vodă” – A. Davila;
- „Lucreția Borgia” – V. Hugo;
- “Madame Bovary” – G. Flaubert – Gaston Baty;
- “Astă seară se joacă fără piesa” - L . Pirandello;
- „Don Juan”,
- „Burghezul gentilom”,
- „Școala femeilor” – Molierre;
- „Cezar si Cleopatra” – G. B. Show;
- „Mincinosul” – Goldoni;
- „Unchiașul Sărăcilă ” – Macedonski;
- „Corsarul ” – M. Achard;
- „Ifigenia in Taurida” – Goethe;
- „Don Carlos” – F. Schiller;
- „Coana Chirita” – T. Musatescu;
- „Luceafarul ” – M. Eminescu;
- “Oedip Rege” – Sofocle, (etc.)

###### Muzică simfonică (vor fi enumerate in ordinea in care au fost scrise):
- Suita nr. 1 pentru orchestră,
- Suita nr. 2 pentru orchestră,
- Două piese pentru orchestră: Cântec și dans;
- Poem pentru violoncel și orchestră,
- Suita nr. 3 pentru orchestră,
- Simfonia I în Fa major,
- Preludiu Simfonic,
- Concert pentru orchestra de coarde,
- Suita Simfonica “Muntele Retezat” (1956),
- Simfonietta în Re major.

### Muzică de film
- „Grădinile Capitalei” (1942 – regia Paul Călinescu)
- „Pădurea Îndrăgostiților” (1947 – regia Jean Mihail),
- „În sat la noi” (1953 – regia Victor Iliu),
- „Nepoții gornistului” (1953 – regia Dinu Negreanu),
- „Brigada lui Ionuț” (1954 – regia Jean Mihail),
- „Desfășurarea” (1955 – regia Paul Călinescu),
- „Muntele Retezat” (1956 – regia Paul Călinescu)

### Muzică de cameră
- Sonata în La major pentru pian,
- Suita în stil vechi pentru violă și pian,
- Sonatina pentru pian,
- Două piese pentru pian (Ursul, Căprița),
- Cvartet de coarde nr. 1 in Do major.

### Muzică corală
- „Mărăcinul ” pentru cor mixt,
- „Cântece și coruri”,
- „Cântece pentru pionieri si școlari”,
- „Cântec de excursie”,
- „Cântece pentru copii” pentru voci egale.

Muzică vocală
- "Patru cântece pentru voce și pian" (1940), versuri de Octavian Goga, Alfred Moșoiu, A. Mândru, C. Sminel
- "Zece cântece aromânești opentru voce și pian" (1943), versuri populare din colecția Caranica[9]

## Familie

### A se vedea și articolele
- Ilinca Dumitrescu [10]
- Dumitrescu (familie muzicală)
- Gheorghe Dumitrescu
- Tudor Dumitrescu